# Athkur, Raichur
Athkur là một làng thuộc tehsil Raichur, huyện Raichur, bang Karnataka, Ấn Độ.